# 2849 Shklovskij
2849 Shklovskij è un asteroide della fascia principale del diametro medio di circa 15,1 km. Scoperto nel 1976, presenta un'orbita caratterizzata da un semiasse maggiore pari a 2,5662938 UA e da un'eccentricità di 0,0092552, inclinata di 6,80595° rispetto all'eclittica.